# Université Bar-Ilan
L'université Bar-Ilan (en hébreu : אוניברסיטת בר - אילן) est une université publique à Ramat Gan du district de Tel-Aviv, en Israël. Fondée en 1955, Bar-Ilan est maintenant[Quand ?] en Israël le deuxième plus grand établissement d'enseignement supérieur. Elle compte près de 26 800 étudiants (y compris ses 9 000 étudiants affiliés à des facultés régionales) et 1 350 membres du corps professoral. L'université Bar-Ilan possède huit facultés : sciences exactes, sciences de la vie, sciences sociales, sciences humaines, études juives, médecine, ingénierie et droit. Il existe également des centres d'études interdisciplinaires. L'université revendique le fait de contribuer à resserrer les liens entre l'étude de la Torah et des études universelles, mélanger la tradition avec les technologies modernes et d'enseigner l'éthique de l'héritage juif.

## Historique

Première remise des diplômes à l'université Bar-Ilan en 1959.

L'université Bar-Ilan a des racines judéo-américaines : le projet a été conçu à Atlanta lors d'une réunion de l'organisation américaine Mizrahi en 1950 et a été concrétisé par le professeur Pinkhos Churgin (en), un rabbin américain et enseignant. Lors de son inauguration en 1955, il a été décrit par le New York Times comme le « lien culturel entre l'État d'Israël et l'Amérique ».
L'université a été nommée en hommage au rabbin Meir Bar-Ilan, un leader sioniste religieux qui a inspiré sa création. En effet, bien qu'il ait été formé dans les séminaires orthodoxes à Berlin, il a cru qu'il y avait besoin d'un établissement offrant un double cursus d'études universitaires, laïque et religieux. Les fondateurs de l'université avait pour ambition de former des étudiants connaisseurs à la fois de la science, de l'idéologie sioniste et de la tradition juive. Encore en 1965, les professeurs et les conférenciers étaient tous des juifs religieux, de même que la majorité des étudiants. 
Yosef Burg, l'un des principaux dirigeants du mouvement sioniste religieux a mis en garde que l'admission d'un trop grand nombre de non-religieux à l'université pourrait nuire à son caractère : « Si vous renversez trop d'eau dans une bouteille de vin, vous n'aurez plus de vin. » Aujourd'hui[Quand ?], la population étudiante comprend des étudiants laïques et non-juifs, y compris des Arabes. Dans le passé[Quand ?], tous les étudiants juifs masculins étaient tenus de se couvrir la tête, mais ce n'est plus le cas[Quand ?]. Sept cours en études juives sont nécessaires pour l'obtention du diplôme. Lorsqu'elle recrute son personnel enseignant, l'université accorde la préférence à des Juifs religieux, bien que le corps professoral comprenne de nombreux laïcs. 
L'université Bar-Ilan, en plus des cursus classiques, offre un kollel pour les hommes et une midrasha (en) pour les femmes, ouverts à tous gratuitement. Le kollel propose des études de yeshiva traditionnels mettant l'accent sur le Talmud, tandis que la midrasha propose des cours de Torah et de philosophie juive. Avec le président de l'université Kaveh Moshe, Bar-Ilan a connu une expansion majeure avec de nouveaux bâtiments ajoutés sur le côté nord du campus, et de nouveaux programmes scientifiques, y compris un centre de recherche interdisciplinaire du cerveau et un centre de nanotechnologie ; en outre l'université a mis l'archéologie au centre de ses priorités.
Sa faculté de droit est aussi réputée, ses étudiants obtenant souvent la meilleure note à l'examen national du barreau israélien (81,9 par diplômé).

## Programmes spéciaux
Bar-Ilan propose un programme international de licence enseigné entièrement en anglais, ouvert aux étudiants du monde entier. Elle est la première université en Israël à avoir offert un cursus complet de premier cycle enseigné entièrement en anglais. En pratique ces étudiants peuvent choisir entre une licence interdisciplinaire en sciences sociales (macro-économie, sciences politiques, sociologie, micro-criminologie, psychologie et sociologie), ou une maîtrise en communication, avec une licence en littérature anglaise ou en sciences politiques. Ces diplômes sont internationalement reconnus.  
En outre, pour les nouveaux immigrants, Bar-Ilan offre un programme préparatoire pré-universitaire. L'université gère également un programme d'un an à l'étranger appelé Tochnit Torah Im Derech Eretz (en), qui combine des études traditionnelles en civilisation juive, Kollel Torah dans la matinée, et l'après-midi des études universitaires générales et d'histoire juive.

## Récompenses et reconnaissance
L'université Bar-Ilan en ligne a reçu le prix Israël en 2007. 
L'école de commerce de l'université Bar-Ilan a été classée 4e meilleure école d'affaires en Afrique et au Moyen-Orient en 2010 par le QS Global 200 Business Schools Report (en).